# قطار الشعب (رواية)
قطار الشعب (بالإنجليزية: The People's Train)‏ هي رواية للكاتب الأسترالي توماس كينيلي، نشرت عام 2009، لأول مرة عن دار نشر فينتيدج.